# 阿加西角
阿加西角（英語：Cape Agassiz）是南極洲的海岬，位於南極半島，處於霍利克-凱尼恩半島東端，以美國地質學家命名，在1940年12月由美國研究隊發現，現時由南極條約體系管理。
68°29′S 62°56′W / 68.483°S 62.933°W